# 아메노히보코
아메노히보코(天之日矛, 天日槍, アメノヒボコ, 천일창)는 『고사기(古事記)』, 『일본서기(日本書紀)』에 나오는 신라의 왕자이다. 일본서기에만 나오는 가야 왕자 쓰누가아라시토(우사기아리질지간기于斯岐阿利叱智干岐)와 동일시된다. 『하리마노쿠니 후도키(播磨国風土記)』에는 신으로 등장한다.

## 개요
고지키에는 화과자의 신이라 불리는 다지마모리(多遅摩毛理)가 아메노 히보코와 아카루히메노카미(阿加流比売神)의 자손(증손)이라고 나온다. 다지마모리의 자식인 다지마히다카(多遅摩比多訶, 多遅摩比多詞)의 딸이 바로 진구 황후(오키나가타라시히메노미코토)의 어머니인 카츠라기노타카와카히메이다. 하지만 일본서기에는 아카루히메노카미와 결혼한 것이 의부 가락국의 왕자인 쓰누가아라시토(都怒我阿羅斯等)로 나온다. 쓰누가아라시토는 아메노히보코가 일본에 정착하기 전에 일본에 건너갔다.

## 고사기
『고사기』에서는 다음과 같이 전해진다. 옛날 신라의 아구누마(阿具奴摩・阿具沼)라는 늪에서 한 여인이 낮잠을 자고 있을 때, 햇빛이 무지개처럼 내려와 그녀의 음부에 닿았다고 한다. 여인은 바로 임신하여 붉은 구슬을 낳았다. 이 모습을 보고 있던 어떤 남자가 그 여인에게 간절히 부탁해 구슬을 얻은 후 몸에서 떼는 일 없이 언제나 지니고 다녔다. 어느 날 그 남자가 소를 끌고 음식을 산으로 나르고 있었는데, 지나가던 아메노 히보코가 그 남자를 보고 소를 죽여 먹으려 한다고 착각해 감옥에 가둬버린다. 그 남자는 아무리 해명을 해도 히보코가 용서를 해주지 않자, 결국 언제나 지니고 다니던 붉은 구슬을 건네주고 나서야 겨우 용서를 받게 된다. 히보코가 그 구슬을 갖고 집에 돌아가 마루에 두자 그 구슬은 아름다운 여인으로 변했다.
히보코는 여인은 정실로 삼았으며 그녀는 매일 맛있는 요리를 만들어주었다. 하지만 거만한 성격의 그는 어느 날 아내를 욕하며 비난했고, 그녀는 부모의 나라로 돌아간다는 말을 남기고는 작은 배에 올라 난바의 나루터에 있는 히메코소 신사(比売碁曾神社)로 떠나버렸다. 히보코는 깊이 반성하고 아내를 찾아 일본으로 향했다. 그러나 난바 해협을 지배하는 신이 방해하여 아내가 있는 곳으로 갈 수 없었기 때문에 다지마에 상륙하고 말았다. 그는 그곳에서 마에미츠(前津見)라는 현지 여인과 결혼했다고 한다. (원래 아내의 이름은 아카루히메이다.)
햇빛으로 알에서 나왔다는 이야기는 시베리아,한반도 북남부부터 동남아까지 널리 퍼진 난생설화이다. 아메노 히보코 전설은 고구려의 시조 주몽의 출생신화와 유사하다고 지적된다..

## 일본서기
스이닌 천황 3년(기원전 27년) 봄 3월, 신라 왕자 아메노 히보코가 7종의 신보인 하후토의 구슬・아시타카의 구슬・붉은 돌・칼・모・거울・곰의 히모로기를 가져왔다는 언급으로 그의 도래를 기술하고 있다.

三年春三月, 新羅王子天日槍來歸焉. 將來物, 羽太玉一箇, 足高玉一箇, 鵜鹿々赤石玉一箇, 出石小刀一口, 出石桙一枝, 日鏡一面, 熊神籬一具, 幷七物. 則藏于但馬國, 常爲神物也.— 일본서기

그 뒤 하리마・오미・와카사를 거쳐 다지마의 이즈시에 이르러 그곳에 정착하고 현지 여인인 마타오(麻多烏)와 결혼하였다고 한다.
하지만 일본서기에서 아메노 히보코와 아카루히메는 이어지지 않는다.

## 신보
『고사기』에 의하면 그의 신보는 구슬 2개・나미후루히레・나미키리히레・가제후루히레・ 가제키루히레・오키쓰카가미・헤쓰카가미로 총 8종이다. 이 신보들은 현재 효고현 도요오카시 이즈시정의 이즈시 신사에서 아메노 히보코와 함께 모셔지고 있다. 이들 모두 바다의 풍파를 다스리는 주술 도구로서 바다의 신 신앙과 아메노 히보코 신앙이 결합되어 있다고 여겨진다.

## 하리마노쿠니 후도키
『하리마노쿠니 후도키』에서는 신대(神代)의 도래신인 아메노 히보코노 미코토(天日槍命)로서 등장해, 아시하라시코오노미코토・이와노오오카미(둘 다 오오쿠니누시와 동일시된다)와 서로 땅을 다툰 신으로 그려진다. 기키와는 연대 혹은 다툼의 유무 등이 다르다.
이 다툼은 이보군・이소 군・간자키군의 지명설화로서 그려진다. 다툼은 결국 양쪽이 세 자루의 검은 칡을 던져 점을 치는 것으로 결말이 났다. 아시하라시코오의 칡은 하리마에 한 자루・다지마에 두자루 떨어졌고 아메노 히보코의 칡은 전부 다지마에 떨어졌기 때문에, 아메노히보코가 다지마 이즈시로 물러나게 되었다.
또한 『지쿠젠노쿠니 후도키(筑前国風土記)』 일문에도 단편적인 언급이 있다. 이토군 현주의 선조인 이토데(五十跡手)가, 자신을 고려의 오로산(意呂山)에 강림한 히보코의 자손이라고 주아이 천황에게 밝혔다고 한다.

## 쓰누가아라시토
『일본서기』에서는 아메노히보코가 도래하기 전, 의부 가락국 국왕의 아들인 쓰누가아라시토(都怒我阿羅斯等)가 도래했다고 한다. 이에 따르면 아메노히보코 설화 전반부에 아카루히메가 일본에 건너가 그것을 쫓아간 부분의 주인공이 사실 쓰누가아라시토가 된다. 쓰누가아라시토는 그 후 3년 뒤 귀국했다고 한다. 한편 『신센쇼지로쿠(新撰姓氏録)』에 따르면, 그의 후손으로 사쿄지방의 시미즈노오비토・오치노오비토와 야마토지방의 히라타노오비토가 있다.

## 가계
- 아버지: 의부 가락국왕

- 부인: 마타오(麻多烏), 아카루히메(阿加流比売神, 마에쓰미(前津見))

- 증손: 청언(淸彦, 但馬淸彦)[4]

## 같이 보기
- 일본의 신 목록
- 스이닌 천황
- 진구 황후